# Guatteria paraensis
Guatteria paraensis är en kirimojaväxtart som beskrevs av Robert Elias Fries. Guatteria paraensis ingår i släktet Guatteria och familjen kirimojaväxter. Inga underarter finns listade i Catalogue of Life.